# Richard Wilde

Richard Wilde (vor 1905)

Richard Wilde (* 30. Mai 1872 in Berlin; † 29. November 1938 im KZ Sachsenhausen, Oranienburg) war ein deutscher Schriftsteller, Journalist und Drehbuchautor.

## Leben
Wilde war Journalist des Berliner Börsen-Courier. Zuletzt wohnhaft in der Wielandstr. 30, Charlottenburg-Wilmersdorf, Berlin wurde er kurz nach der Reichspogromnacht in Schutzhaft genommen und dort am 29. November 1938 im Alter von 66 Jahren ermordet, ebenso wie sein Sohn 1943 in Auschwitz.

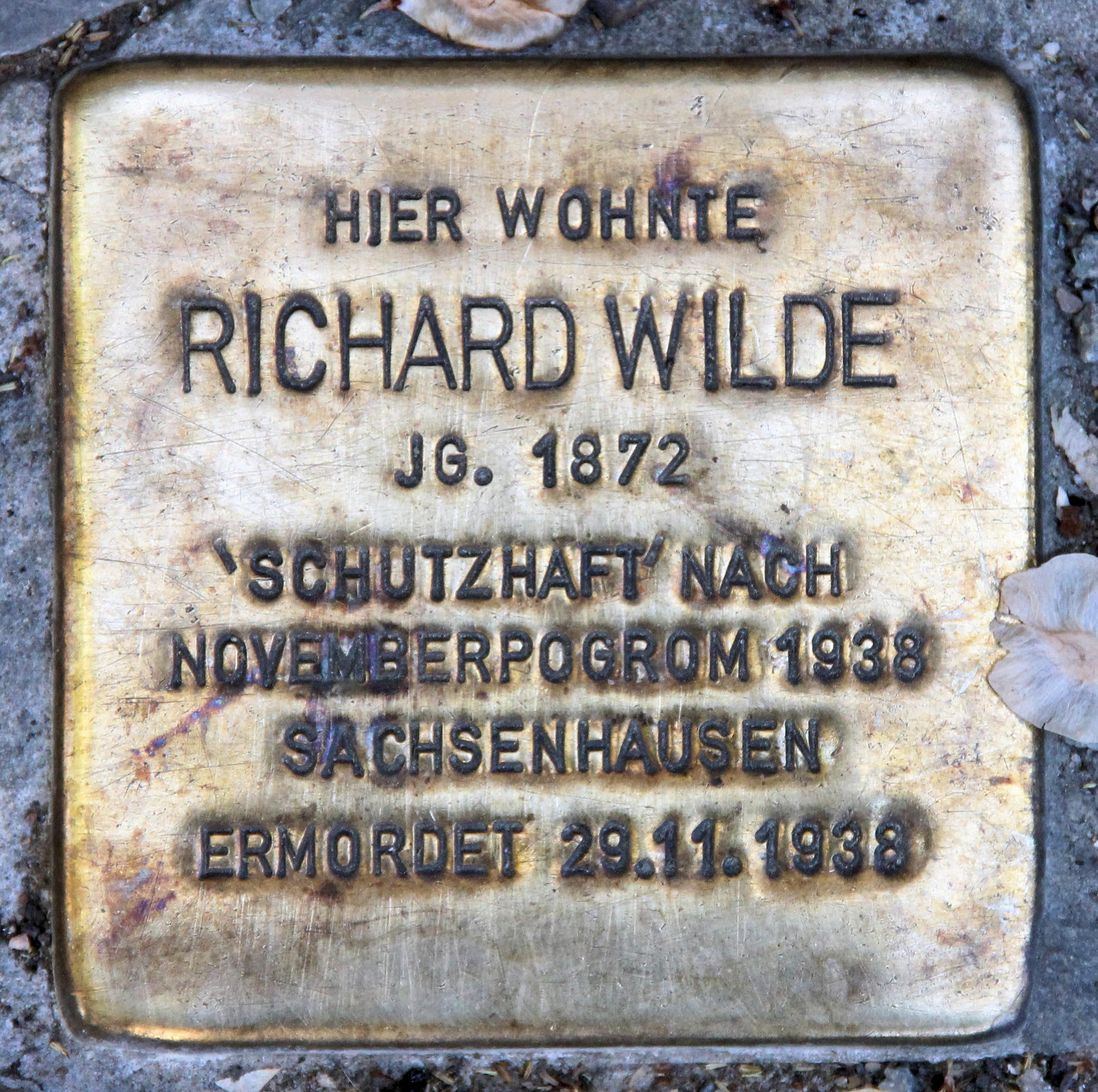
Stolperstein für Richard Wilde in Charlottenburg

## Filmografie
- 1916: Jenseits der Hürde
- 1916: Die Sektwette
- 1917: Der Erbe von Het Steen
- 1917: Der Vetter aus Mexiko
- 1917: Das verlorene Paradies
- 1917: Klein Doortje
- 1918: Wo ein Wille, ist ein Weg
- 1918: Fesseln
- 1919: Der lustige Ehemann
- 1919: Der Peitschenhieb
- 1919: Letzte Liebe
- 1921: Das Gewissen der Welt, 1. Teil – Schattenpflanzen der Großstadt
- 1921: Der Scheck auf den Tod
- 1921: Der wandernde Koffer
- 1921: Telephon 1313